# Wikariat Oeiras
Wikariat Oeiras − jeden z 17 wikariatów Patriarchatu Lizbony, składający się z 13 parafii:
- Parafia Chrystusa Króla w Algés
- Parafia św. Piotra w Barcarena
- Parafia św. Romana Antiocheńskiego w Carnaxide
- Parafia Pana Jezusa Pocieszyciela Strapionych w Cruz Quebrada-Dafundo
- Parafia Matki Bożej Bolesnej w Laveiras-Caxias
- Parafia Matki Bożej z Przylądka w Linda-a-Velha
- Parafia św. Antoniego w Nova Oeiras
- Parafia Matki Bożej Oczyszczenia w Oeiras
- Parafia Niepokalanego Poczęcia Najświętszej Maryi Panny w Carnaxide
- Parafia Pana Jezusa Patrona Nawigatorów w Paço de Arcos
- Parafia Matki Bożej z Porto Salvo w Porto Salvo
- Parafia św. Michała w Queijas
- Parafia św. Juliana i św. Barbary w Oeiras